# Premio Napoli
El Premio Napoli es un galardón por la cultura y el idioma italiano, organizado por la Fondazione Premio Napoli, cuya sede está situada en el Palacio Real de Nápoles, Italia. El premio fue creado en 1954 y se concede anualmente.

## Origen y organización
La Fondazione Premio Napoli, ente público sin fines comerciales, fue reconocida como entidad moral mediante Decreto del Presidente de la República de 5 de junio de 1961: el Consejo de Administración está integrado por el Ayuntamiento de Nápoles, la Ciudad metropolitana de Nápoles, la Región de Campania y la Cámara de Comercio de Nápoles.
Desde 1954 a 2002, el premio fue otorgado a una obra de ficción italiana.
Desde 2003 a 2006, existieron cuatro categorías: ficción italiana, ficción extranjera, no-ficción internacional y poesía. Para cada categorías, se seleccionaba una terna de ganadores, entre los que era luego elegido un "Supervincitore" ("Superganador"). En 2007 la designación final se convirtió en Libro dell'anno (Libro del año). Desde 2008 a 2011 las categorías fueron dos: literatura italiana y literaturas extranjeras.
Desde 2012 a 2016, el Premio fue nombrado Premio Napoli per la lingua e la cultura italiana: el primer año fue otorgado a varios libros, posteriormente a figuras literarias por el conjunto de sus obras.
Desde 2017, las categorías son tres: ficción, no-ficción y poesía. Por cada terna designada por el Jurado técnico, se elige un ganador.

## Presidentes
Achille Lauro (1954-1955)
Antonio Limongelli (1955-1957)
Ernesto Pontieri (1958-1961)
Giuseppe Tesauro (1961-1962)
Vincenzo Maria Palmieri (1962-1965)
Ferdinando Clemente di San Luca (1965-1980)
Antonio Ghirelli (1980-1990)
Sergio Zavoli (1991-2002)
Ermanno Rea (2002-2007)
Silvio Perrella (2007-2012)
Gabriele Frasca (2012- 2016)
Domenico Ciruzzi (2016-2021)
Gaetano Manfredi (2021-).

## Jurado
Desde 2003, un jurado técnico selecciona los escritos para cada categoría, que luego se someterán a un jurado popular. Anteriormente sólo había el jurado popular. El jurado técnico está formado por el presidente en funciones más una pluralidad de jurados elegidos entre escritores, académicos, periodistas, magistrados y otras figuras. Los jurados tienen un año de duración.

## Ganadores - Categoría ficción italiana
- 1954:  ex aequo Viaggio d'un poeta in Russia, Vincenzo Cardarelli (Mondadori) e Il crollo della Baliverna, Dino Buzzati  (Mondadori)
- 1955:  Il libro dei sorprendenti vent'anni, Marino Moretti (Mondadori)
- 1956:  Peccati in piazza, Enrico Pea (Sansoni)
- 1959:  ex aequo Il nuovo corso, Mario Pomilio (Bompiani) y Una vampata di rossore, Domenico Rea (Mondadori)
- 1960:  Gli alunni del tempo, Giuseppe Marotta (Mondadori)
- 1962:  La dama di piazza, Michele Prisco (Rizzoli)
- 1967:  Allegro con disperazione, Gianna Manzini (Mondadori)
- 1970:  Una relazione, Carlo Cassola (Einaudi)
- 1971:  I cieli della sera, Michele Prisco (Rizzoli)
- 1972:  Noi lazzaroni, Saverio Strati (Mondadori)
- 1973:  Città di mare con abitanti, Luigi Compagnone (Rusconi)
- 1974: Parlata dalla finestra di casa, Nicola Lisi (Vallecchi)
- 1975:  Il quinto evangelio, Mario Pomilio (Rusconi)
- 1976:  La stanza del vescovo, Piero Chiara (Mondadori)
- 1977:  Acqua e sale, Nino Casiglio (Rusconi)
- 1978:  La sposa americana, Mario Soldati (Mondadori)
- 1979:  Il padrone dell'agricola, Marcello Venturi (Rizzoli)
- 1980:  Melanzio, Nerino Rossi (Rusconi)
- 1981:  Althenopis, Fabrizia Ramondino (Einaudi)
- 1982:  Stramalora, Gian Antonio Cibotto (Marsilio)
- 1983:  L'umana compagnia, Michele Anzalone (Città Armoniosa)
- 1984:  Giorgio Vinci psicologo, Fausto Gianfranceschi (Editoriale Nuova)
- 1985:  Il fiore dell'ibisco, Elena Gianini Belotti (Garzanti)
- 1986:  L'armonia perduta, Raffaele La Capria (Mondadori)
- 1987:  I fuochi del Basento, Raffaele Nigro (Camunia)
- 1988:  Il paradiso terrestre, Sergio Campailla (Rusconi)
- 1989:  Il caldèras, Carlo Sgorlon (Mondadori)
- 1990:  La chimera, Sebastiano Vassalli (Einaudi)
- 1991:  Interno argentino, Alberto Ongaro (Rizzoli)
- 1992:  La revoca, Luca Doninelli (Garzanti)
- 1993:  Uomini ex, Giuseppe Fiori (Einaudi)
- 1994:  Ultima luna, Luce d'Eramo (Mondadori)
- 1995:  Voci, Dacia Maraini (Rizzoli)
- 1996:  Mistero napoletano, Ermanno Rea (Einaudi)
- 1997:  Posillipo, Elisabetta Rasy (Rizzoli)
- 1998:  Il principe delle nuvole, Gianni Riotta (Rizzoli)
- 1999:  Nel corpo di Napoli, Giuseppe Montesano (Mondadori)
- 2000:  Lei così amata, Melania G. Mazzucco (Rizzoli)
- 2001:  Via Gemito, Domenico Starnone (Feltrinelli)
- 2002:  Non ti alzerai dalla neve, Dido Sacchettoni (Aragno)
- 2003:  Il fasciocomunista, Antonio Pennacchi (Mondadori) Supervincitore[4]
  - Il ritorno. Diario di una missione in Afghanistan, Edoardo Albinati (Mondadori)
  - La manutenzione degli affetti, Antonio Pascale (Einaudi)
- 2004:  Tuo figlio, Gian Mario Villalta (Mondadori) Supervincitore[4]
  - La festa del ritorno, Carmine Abate (Mondadori)
  - Nel condominio di carne, Valerio Magrelli (Einaudi)
- 2005:  E fu settembre, Antonio Debenedetti (Rizzoli) Supervincitore[4]
  - Fata Morgana, Gianni Celati (Feltrinelli)
  - Occidente per principianti, Nicola Lagioia (Einaudi)
- 2006:  Il passato davanti a noi, Bruno Arpaia (Guanda) Supervincitore[4]
  - Una quasi eternità, Antonella Moscati (Nottetempo)
  - Il ritorno a casa di Enrico Metz, Claudio Piersanti (Feltrinelli)
- 2007: Dove credi di andare, Francesco Pecoraro (Mondadori) Libro dell'anno[5]
  - Il padre degli animali, Andrea Di Consoli  (Rizzoli)
  - Cuore di mamma, Rosa Matteucci (Adelphi)
- 2008:  Non avevo capito niente, Diego De Silva (Einaudi) Libro dell'anno[5]
  - Casi critici, Alfonso Berardinelli (Quodlibet)
  - Prime Poesie scelte 1977-2007 Gabriele Frasca  (Luca Sossella)
- 2009: Uomini e caporali, Alessandro Leogrande (Mondadori) Libro dell'anno[5]
  - Vento forte tra Lacedonia e Candela, Franco Arminio (Laterza)
  - Darwin, Luigi Trucillo (Quodlibet)
- 2010: Come mi batte forte il tuo cuore, Benedetta Tobagi (Einaudi) Libro dell'anno[5]
  - Nostalgia della ruggine, Sergio De Santis (Mondadori)
  - Il libro della gioia perpetua, Emanuele Trevi (Rizzoli)
- 2011: Fuoco su Napoli, Ruggero Cappuccio (Feltrinelli) Libro dell'anno[5]
  - Di vita si muore. Lo spettacolo delle passioni nel teatro di Shakespeare, Nadia Fusini (Mondadori)
  - Le rondini di Montecassino, Helena Janeczek (Guanda)
- 2012: La cospirazione delle colombe, Vincenzo Latronico (Bompiani)[6]
- 2017:
  - Donatella Di Pietrantonio, L'Arminuta, Einaudi (ficción)
  - Davide Rondoni, La natura del bastardo, Mondadori (poesía)
  - Giuseppe Montesano, Lettori selvaggi, Giunti (no-ficción)
- 2018:
  - Giorgio Falco, Ipotesi di una sconfitta, Einaudi (ficción)
  - Guido Mazzoni, La pura superficie, Donzelli (poesía)
  - Francesco Merlo, Sillabario dei malintesi, Marsilio (no-ficción)
- 2019:[13]
  - Andrea Pomella - L'uomo che trema, Einaudi (ficción)
  - Nanni Cagnone - Le cose innegabili, Avagliano (poesía)
  - Gian Piero Piretto - Quando c’era l'URSS, Raffaello Cortina Editore (no-ficción)
- 2020:[14]
  - Igiaba Scego - La linea del colore, Bompiani (ficción)
  - Tommaso Giartosio - Come sarei felice, Einaudi (poesía)
  - Davide Sisto - Ricordati di me, Bollati Boringhieri (no-ficción)
- 2021:[15]
  - Nicola Lagioia - La città dei vivi, Einaudi (ficción)
  - Carmen Gallo - Le fuggitive, Nino Aragno (poesia)
  - Riccardo Falcinelli - Figure, Einaudi (no-ficción)
- 2022:[16]
  - Titti Marrone - Se solo il mio cuore fosse pietra, Feltrinelli (ficción)
  - Valerio Magrelli - Exfanzia, Einaudi (poesia)
  - Enzo Traverso - Rivoluzione 1789-1989, Feltrinelli (no-ficción)
- 2023:[17]
  - Silvia Ballestra - La Sibilla, Vita di Joyce Lussu, Laterza (ficción)
  - Domenico Brancale - Dovunque acqua sia voce, acquerelli di Miquel Barceló, Edizioni degli animali (poesia)
  - Egidio Ivetic - Il grande racconto del Mediterraneo, il Mulino (no-ficción)